# Bilgin Nesil
Bilgin Nesil (* 1943) ist ein ehemaliger türkischer Fußballspieler.

## Karriere
Nesil begann seine Karriere Mitte der 1960er-Jahre bei Feriköy SK. Mit Feriköy spielte er von 1965 bis zum Abstieg 1968 in der 1. Liga. Zur Saison 1969/70 wechselte der Stürmer zu Galatasaray Istanbul. Bei den Gelb-Roten blieb Nesil eine Saison und ging danach zu Aydınspor. Für Aydınspor spielte er drei Jahre lang in der 2. türkischen Liga und beendete im Sommer 1973 seine Karriere.